# Terence Trent D'Arby
Terence Trent Howard, dit Terence Trent D'Arby, ou Sananda Maitreya depuis le début des années 2000, est un chanteur et musicien multi-instrumentiste américain, né le 15 mars 1962 à New York.
Il est connu en France pour ses singles Wishing Well et Sign Your Name sortis en 1987, ainsi que pour Delicate (en), duo avec Des'ree sorti en 1993. 
Il joue de la guitare, du piano, de la basse et des percussions. Il allie la musique soul, R&B, reggae, funk et jazz. Il appelle sa musique « Post Millennium Rock ».

## Biographie
Terence Trent D'Arby est le fils de Frances Howard, chanteuse de gospel à New York, qui l'élève avec son mari le révérend James Benjamin Darby, son beau-père, qui l'a reconnu à l'âge de sept ans. Dans son enfance, il chante à la chorale de son école et est rédacteur en chef du journal scolaire. Il passe sa jeunesse dans plusieurs villes des États-Unis, notamment à New York, où il est né, puis à Chicago, dans le New Jersey et en Floride. Il pratique intensément la boxe. En 1980, il gagne un titre important, le "Florida Golden Gloves - lightweigh championship". Ensuite, il entreprend des études de journalisme à Orlando puis s’engage dans l’armée, dont il sera exclu en 1983 après avoir été jugé pour absence injustifiée. Il se lance alors avec succès dans la musique.
Faisant partie du régiment de l'U.S. Army basé à Hambourg (dont Elvis Presley avait été membre), il commence sa carrière dans un groupe de rock allemand nommé The Touch.
Il s’établit à Londres en 1986. Un an après, la sortie de son premier album  Introducing the Hardline According to Terence Trent D'Arby chez CBS le propulse au sommet des ventes, le disque se vendant à un million d'exemplaires en trois jours, dépassant par la suite les 14 millions d’exemplaires[source insuffisante]. Il est alors mondialement reconnu et ses tubes (If You Let Me Stay, Wishing Well, Dance Little Sister, Sign Your Name) feront de lui un immense artiste.[non neutre] Il raflera par la suite de nombreuses récompenses à travers le monde dont un Grammy Award en 1988 dans la catégorie Meilleure performance vocale R&B. À l'époque de son succès commercial considérable, il était considéré comme l'égal d'artistes tels que Prince ou Michael Jackson et en émule de James Brown, il imitait les pas de danse du « Godfather of soul » sur scène : grands écarts américains, pas glissés très rapides, etc.[réf. nécessaire] Il est également comparé à Lenny Kravitz.
Mais le succès est éphémère et ses albums suivants connaîtront un succès déclinant : Neither Fish Nor Flesh en 1989, Symphony Or Damn en 1993, Vibrator en 1995.
En 1991, il chante le thème du film Frankie et Johnny. En 1994, sa chanson Right Thing, Wrong Way fait fonction de générique de fin pour le film Le Flic de Beverly Hills 3. En 1996, Letting Go est utilisée pour le générique de fin du film Le Fan.
En 1999, il remplace ponctuellement Michael Hutchence (mort fin 1997) comme chanteur du groupe INXS, lors de l'inauguration du Stadium Australia à Sydney, construit pour les Jeux olympiques d'été de 2000.  
WildCard en 2001 est l'album de son indépendance[De quoi ?].

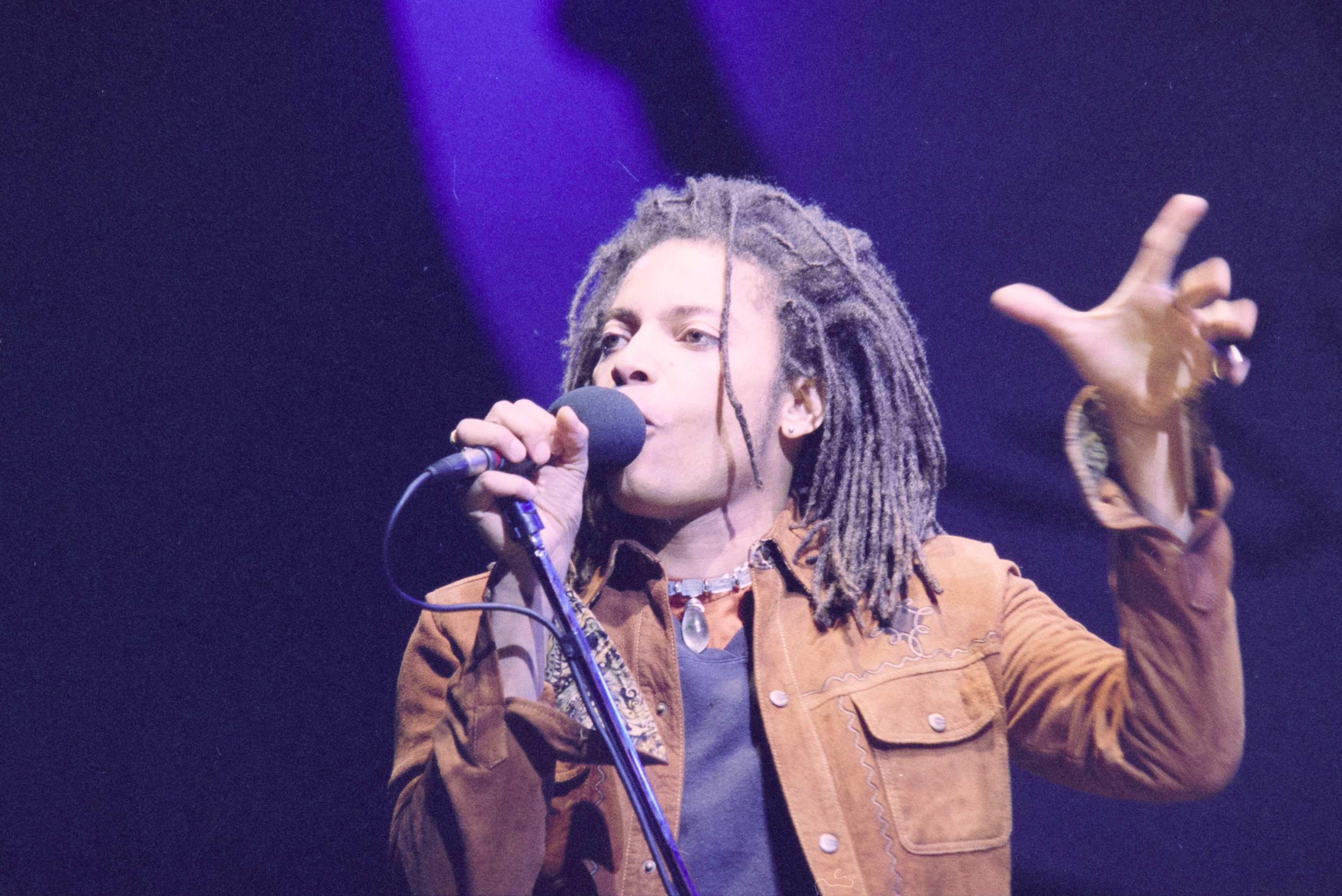
Terence Trent D'Arby en 2003 à Haarlem (Pays-Bas).

Depuis 2001, l’artiste a changé son nom légal et artistique en Sananda Maitreya. Cette question n'a pas une racine religieuse mais représente pour l'artiste une renaissance et un nouveau chapitre de sa vie, commencé en 1995. 
Ensuite, avec son propre label indépendant TreeHouse Publishing, il fait sortir ses albums de la série « Post Millennium Rock » à un rythme régulier d'un tous les deux ans : le double album Angels & Vampires en 2006, Nigor Mortis en 2008, The Sphinx en 2011, Return To Zooathalon en 2013, The Rise Of The Zugebrian Time Lords en 2015 (un double album avec trois reprises de chansons des Beatles), et Prometheus & Pandora (triple album publié le 13 octobre 2017). En Février 2020 il a commencé son 12 studio-album Pandora's PlayHouse. 
Il réside aujourd’hui en Italie avec sa famille et il est très actif sur la scène musicale européenne.[précision nécessaire]
Le 30 juin 2003, il épouse l'architecte et journaliste Francesca Francine à Assise, en Italie. Il a deux enfants.
Il fait plusieurs concerts en Suisse, en Espagne, en France (Arles, le 31 octobre 2007, Paris le 5 novembre 2007), au Japon en 2012 et en Italie en 2018/2019.
En décembre 2020, il publie un nouvel album live, Some Sake In Osaka, enregistré au Japon avec ses musiciens américains.

## Principaux succès (en tant que Terence Trent D'Arby)
En France, deux titres du premier album sont des hits : Wishing Well (1987) – Classé 4e dans les meilleures ventes de la semaine du 15 novembre 1987 du Top 50 et Sign Your Name (1987) – Classé 1er dans les meilleures ventes de la semaine du 19 juin 1988 du Top 50.
Après le gros succès de son premier album, le chanteur obtient quelques hits mineurs, notamment en 1993 avec Delicate (en) (duo avec Des'ree), qui atteint le top 15 au Royaume-Uni, et She Kissed Me, qui atteint le top 20 dans ce même pays.

## Discographie

### Sous le nom Terence Trent D'Arby
- 1987 : Introducing the Hardline According to Terence Trent D'Arby
- 1989 : Neither Fish Nor Flesh
- 1993 : Symphony or Damn
- 1995 : Vibrator

### Sous le double nom Terence Trent D'Arby / Sananda Maitreya
- 2001 : Wildcard (en)

### Sous le nom Sananda Maitreya
- 2002 : Wildcard – The Jokers Edition
- 2005 : Angels & Vampires (Volume I)
- 2006 : Angels & Vampires (Volume II)
- 2009 : Nigor Mortis
- 2011 : The Sphinx
- 2013 : Return to Zooathalon
- 2015 : The Rise Of The Zugebrian Time Lords
- 2017 : Prometheus & Pandora
- 2021 : Pandora's PlayHouse
- 2024 : The Pegasus Project: Pegasus & The Swan

## Filmographie
- 1993 : Heimat II: A Chronicle of a Generation (série télévisée, épisode : Kennedys Kinder)
- 1999 : Shake, Rattle and Roll: An American Love Story as Jackie Wilson (mini-série télévisée)
- 1999 : Clubland as Toby (film de Mary Lambert)
- 2000 : Static Shock (série télévisée, épisode : They're Playing My Song (DJ Rock))